# Clan
Clan (antes Clan TVE) é um canal de televisão de temática infantil e juvenil pertencente à TVE, que emite através da TDT e da plataforma de televisão paga Digital+. Começou as suas emissões no dia 12 de Dezembro de 2005, partilhando o seu sinal com o canal TVE 50 Años. Actualmente transmite durante 24 horas por dia devido ao encerramento do canal TVE 50 Años em Janeiro de 2007.
A sua programação é inteiramente em castelhano, emitindo séries espanholas e estrangeiras, de imagem real ou desenhos animados.

## História
Clan TVE foi lançado em 12 de dezembro de 2005, inicialmente partilhando espaço de programação com o canal comemorativo TVE 50 Años (até então, Canal Nostalgia) entre as 07:00 e as 21:00 horas. Após o desaparecimento deste último em 1 de Janeiro de 2007, o Clan TVE começou a ocupar todo o tempo de emissão e consolidou-se como o primeiro canal infantil espanhol em televisão aberta. A sigla TVE desapareceu definitivamente do seu nome em meados de 2008, com a renovação da sua identidade corporativa, juntamente com a de toda a RTVE.
Até 2011, era considerado "o canal temático mais visto em Espanha" e, juntamente com o Teledeporte e as 24h, atingiu índices de audiência históricos, ultrapassando os canais nacionais nessa data.1 Em 27 de agosto de 2010, estreou a nona temporada de Smallville num ecrã panorâmico de 16:9, sendo a primeira emissão do canal neste formato e estreando a temporada antes da Fox. Desde 2015, transmite conteúdos relacionados com o Concurso Eurovisão da Canção e o Operación Triunfo, abrindo a sua oferta a um alvo mais jovem e variado.
A partir do início de 2012, o Clan chegou a um acordo com o Instituto Nacional de Tecnologia da Comunicação para publicar conteúdos que ensinem às crianças hábitos seguros na Internet, oferecendo também dicas de segurança para pais e tutores. Devido a isso, o canal foi considerado uma "plataforma muito útil para professores do ensino primário".
No verão de 2013, o Clan ançou uma campanha intitulada "Let's Clan", que consistia na aprendizagem da língua inglesa através da sintonização na segunda faixa de áudio de qualquer série do canal, que foi transmitida em inglês.

## Sinal internacional
Desde 2017, o canal está disponível via satélite Hispasat para a América Latina.

## Críticas
O facto das supressões ou cortes no Clan, Teledeporte e Canal 24 Horas, tem sido criticado pelo defensor do espectador da RTVE, enquanto a recente decisão de retransmitir as touradas em horário infantil, entre outras, também é criticada.